# Das Mega Album!
Das Mega Album — альбом Дитера Болена, выпущенный 5 июля 2019 года. В альбом вошли старые хиты его проектов Modern Talking и Blue System в новой аранжировке, перепетые самим Дитером, песни других исполнителей, написанные Дитером Боленом (например, в альбом вошел хит Midnight Lady Криса Нормана в новой аранжировке в исполнении Болена), композиции написанные для участников шоу DSDS, а так же оригинальные версии хитов групп, для которых писал Болен.
В поддержку альбома были выпущены несколько промо-синглов - Atlantis Is Calling (S.O.S. for Love), You’re My Heart, You’re My Soul, Brother Louie (NEW DB VERSION), а на новую версию композиции Modern Talking «Brother Louie» Дитер Болен снял клип
Похожий альбом выпустил Томас Андерс в 2016 году, в который так же вошли новые версии старых хитов Modern Talking и две новых композиции в стилистике дуэта.

## Об альбоме
В 2019 году Дитер Болен объявил о возвращении на сцену и о новом турне по городам Германии и другим странам. В июле того же года артист выпустил новый сольный альбом, на обложке которого он предстал в совершенно новом сценическом образе. Альбом состоит из трёх частей и включает в себя 46 треков.
1 Часть — В неё включены 14 песен: старые хиты Modern Talking с вокалом Дитера Болена и песня «Midnight Lady», написанная в 1986 году для Криса Нормана, с новой аранжировкой и вокалом Болена.
2 Часть — В неё вошли инструментальные версии хитов Modern Talking и других проектов Дитера в новых аранжировках.
3 Часть — В 3 и самую длинную часть альбома, были включены композиции (оригинальные версии и инструментальные) коллективов и проектов, в которых Дитер Болен участвовал. Так же две последние композиции в третьей части альбома были записаны с вокалом Болена.

## Список треков
1 Часть
1) Дитер Болен — You’re My Heart, You’re My Soul
2) Дитер Болен — Atlantis Is Calling (S.O.S. for Love)
3) Дитер Болен — Cheri, Cheri Lady (NEW DB VERSION)
4) Дитер Болен — Brother Louie (NEW DB VERSION)
5) Дитер Болен — Call My Name (NEW DB VERSION)
6) Дитер Болен — You Can Win If You Want (NEW DB VERSION)
7) Дитер Болен — Midnight Lady (NEW DB VERSION)
8) Дитер Болен — My Bed Is Too Big (NEW DB VERSION)
9) Дитер Болен — Take Me Tonight (NEW DB VERSION)
10) Дитер Болен — Win the Race (NEW DB VERSION)
11) Дитер Болен — Now or Never (NEW DB VERSION)
12) Дитер Болен — We Have a Dream (NEW DB VERSION)
13) Дитер Болен — You’re My Heart, You’re My Soul (NEW DB Club)
14) Дитер Болен — Modern Talking No.1 Hit-Medley 2019 (NEW DB
Часть 2
1) Дитер Болен — You’re My Heart, You’re My Soul (NEW DB VER Instrumental)
2) Дитер Болен — Atlantis Is Calling (S.O.S. for Love) (NEW DB Instrumental)
3) Дитер Болен — Cheri, Cheri Lady (NEW DB VERSION Instrumental)
4) Дитер Болен — Brother Louie (NEW DB VERSION Instrumental)
5) Дитер Болен — Call My Name (NEW DB VERSION Instrumental)
6) Дитер Болен — You Can Win If You Want (NEW DB VERSION Instrumental)
7) Дитер Болен — Midnight Lady (NEW DB VERSION — Instrumental)
8) Дитер Болен — My Bed Is Too Big (NEW DB VERSION — Instrumental)
9) Дитер Болен — Take Me Tonight (NEW DB VERSION — Instrumental)
10) Дитер Болен — Win the Race (NEW DB VERSION — Instrumental)
11) Дитер Болен — Now or Never (NEW DB VERSION — Instrumental)
12) Дитер Болен — We Have a Dream (NEW DB VERSION — Instrumental)
13) Дитер Болен — You’re My Heart, You’re My Soul (NEW DB Club-Version Instrumental)
Часть 3
1) Sunday — Jung und frei (Live IFA BERLIN 1981)
2) Sunday — Halé, Hey Louise (ZDF Hitparade 1982)
3) Steve Benson — Love Takes Time
4) Ryan Simmons — The Night Is Yours, The Night Is Min
5) Modern Talking — You’re My Heart, You’re My Soul (Extended Version)
6) Modern Talking — Cheri, Cheri Lady (Special Dance Version)
7) Modern Talking — Cheri, Cheri Lady (Extended Version)
8) Blue System — Sorry Little Sarah
9) Blue System — Magic Symphony (Fun Mix — Instrumental Version)
10) Countdown G.T.O. — Rivalen der Rennbahn (Instrumental)
11) Countdown G.T.O. — Magic Race (Long Version)
12) Modern Talking — Space Mix '98
13) Modern Talking — Win The Race (Scooter Remix — Instrumental Version)
14) Deutschland sucht den Superstar — We Have a Dream (Radio Edit)
15) Modern Talking — TV Makes the Superstar (Instrumental Version)
16) Modern Talking — You Can Get It (Wetten, dass..? ZDF — Mallor)
17) Modern Talking — Modern Talking Pop Titan Megamix 2k17 (3-T)
18) Дитер Болен — Brother Louie (Stereoact Remix)
19) Дитер Болен — Brother Louie (Stereoact Remix — Extended)

## Позиции в чартах
| Страна    | Позиция |
| --------- | ------- |
| Германия  | № 4     |
| Австралия | № 7     |
| Швеция    | № 9     |
| Финляндия | № 46    |
| iTunes    | № 1     |

## См. так же
- Modern Talking
- Дитер Болен
- Томас Андерс
- History
- Blue System